# Боруджерд
Борудже́рд (перс. بروجرد) — місто у іранській провінції Лурестан. 
Населення міста — 257,0 тис. осіб (2006).
Індустріальний, торговий, сільськогосподарський  центр. Розвинутий туризм (місто здобуло призвісько "маленького Парижу").

## Клімат
Місто знаходиться у зоні, котра характеризується середземноморським кліматом. Найтепліший місяць — липень із середньою температурою 26.3 °C (79.3 °F). Найхолодніший місяць — січень, із середньою температурою -0.3 °С (31.5 °F).
| Клімат Боруджерда       | Клімат Боруджерда | Клімат Боруджерда | Клімат Боруджерда | Клімат Боруджерда | Клімат Боруджерда | Клімат Боруджерда | Клімат Боруджерда | Клімат Боруджерда | Клімат Боруджерда | Клімат Боруджерда | Клімат Боруджерда | Клімат Боруджерда | Клімат Боруджерда |
| Показник                | Січ.              | Лют.              | Бер.              | Квіт.             | Трав.             | Черв.             | Лип.              | Серп.             | Вер.              | Жовт.             | Лист.             | Груд.             | Рік               |
| Середня температура, °C | −0,3              | 1,8               | 7,1               | 12,2              | 17                | 22,5              | 26,3              | 25,5              | 20,9              | 14,8              | 8,3               | 2,6               | 13,2              |
| Норма опадів, мм        | 66.4              | 59.2              | 70.1              | 66.7              | 39.1              | 1.8               | 1                 | 0.3               | 0.3               | 15.8              | 39.1              | 62.7              | 422.5             |
| Днів з опадами          | 11,6              | 10,7              | 12,5              | 11,1              | 7,7               | 1,1               | 0,7               | 0,5               | 0,4               | 4,7               | 7                 | 9,7               | 77,7              |
| Вологість повітря, %    | 70.9              | 66.4              | 57.3              | 50.7              | 42.3              | 27.3              | 23.7              | 23.8              | 25.6              | 39                | 55.3              | 67.1              | 45.8              |
| ----------------------- | ----------------- | ----------------- | ----------------- | ----------------- | ----------------- | ----------------- | ----------------- | ----------------- | ----------------- | ----------------- | ----------------- | ----------------- | ----------------- |
| Джерело: Weatherbase    |                   |                   |                   |                   |                   |                   |                   |                   |                   |                   |                   |                   |                   |

## Галерея

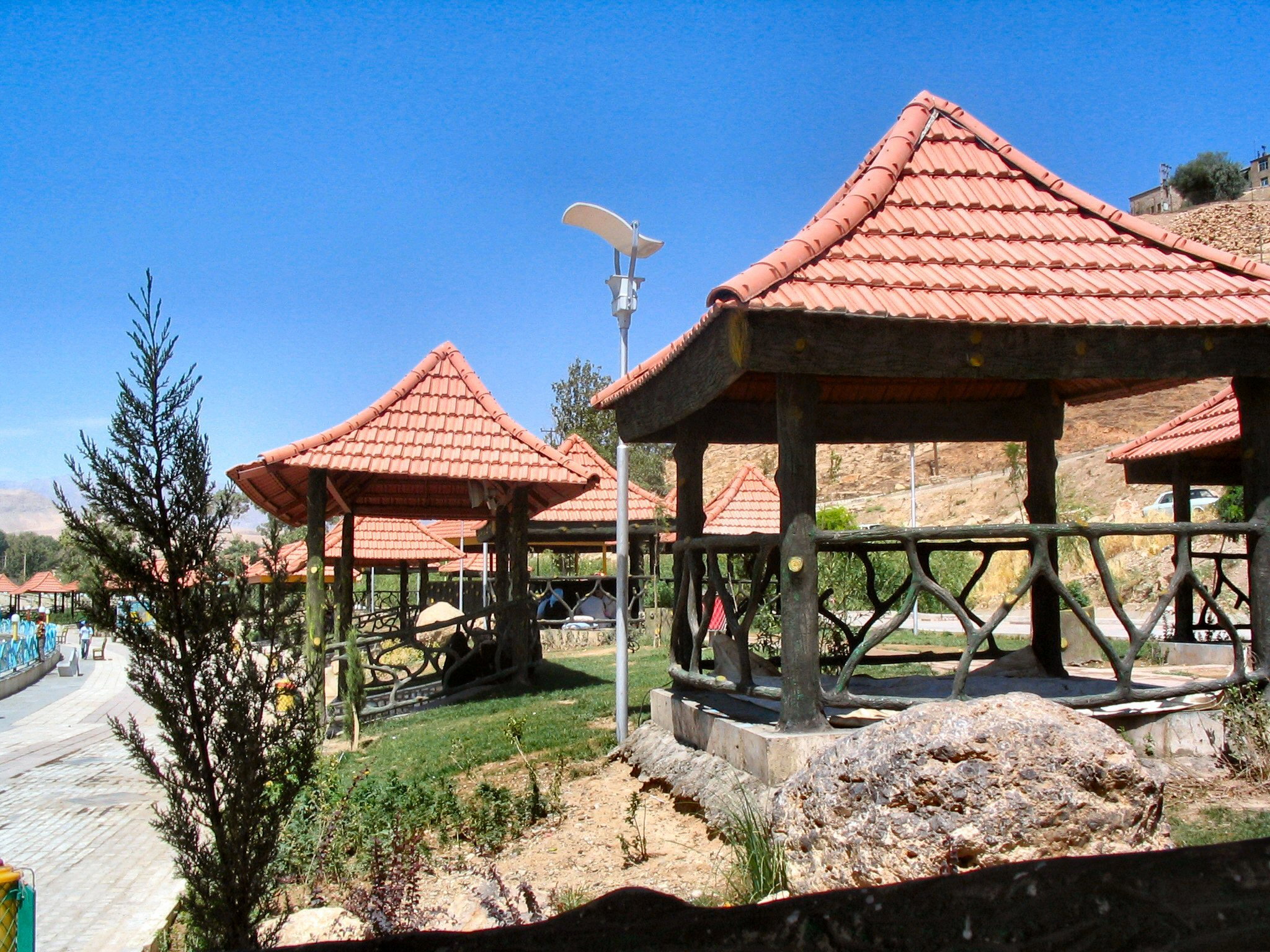
Парк Фадак
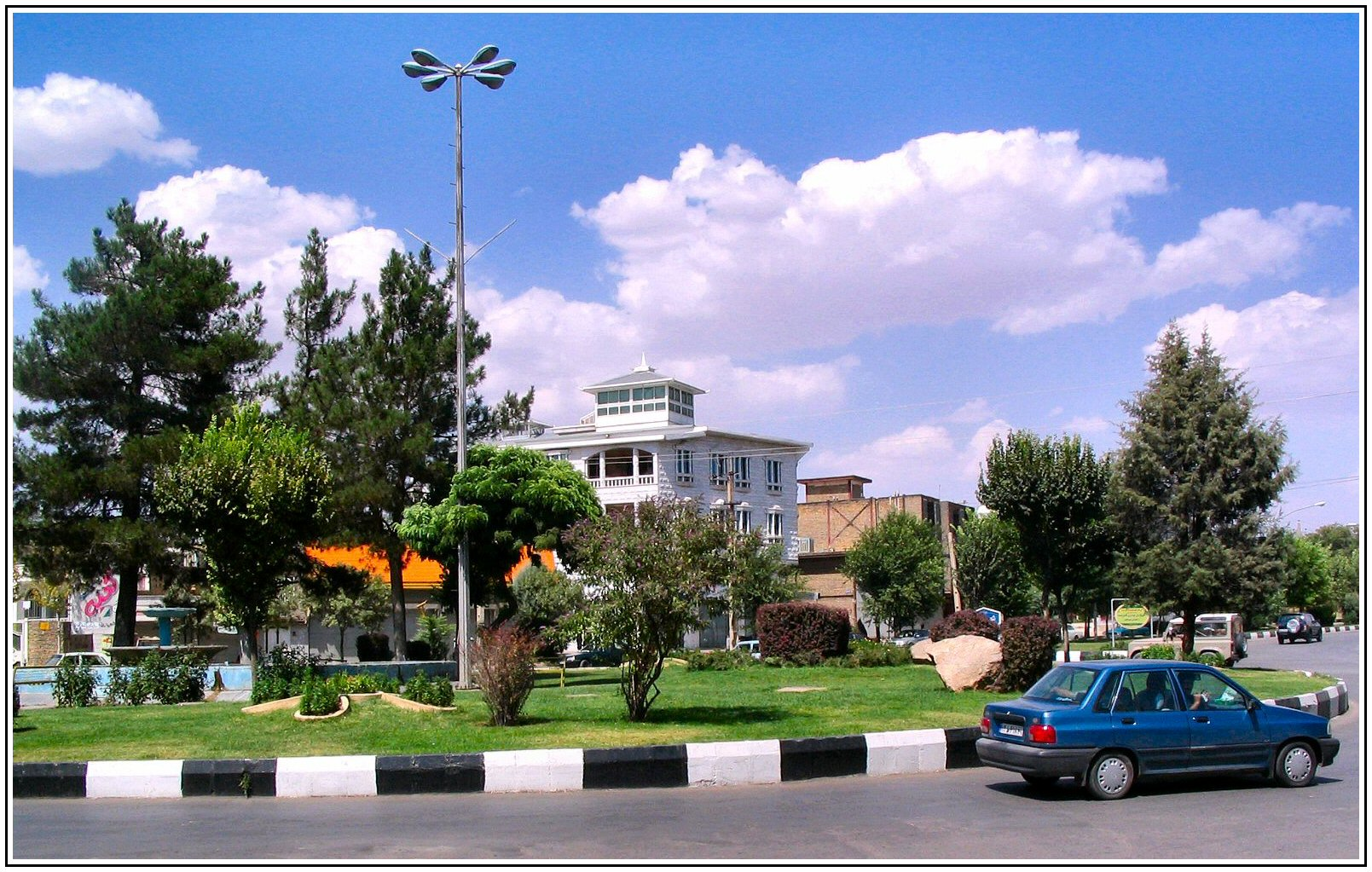
Площа Ядбуд
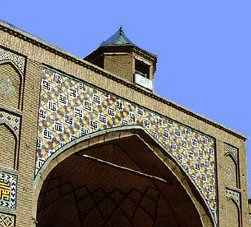
Мечеть Солтані, 18 ст.
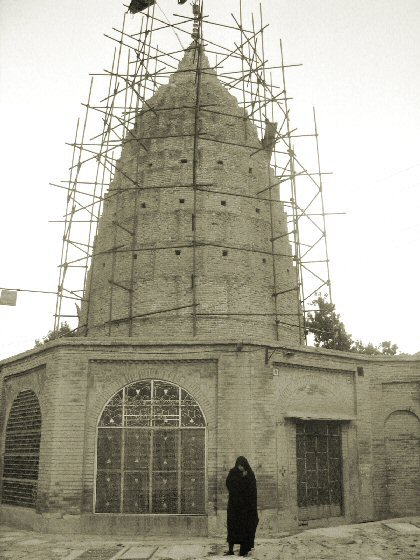
Іиаиздех Джафар, бл. 11 ст.
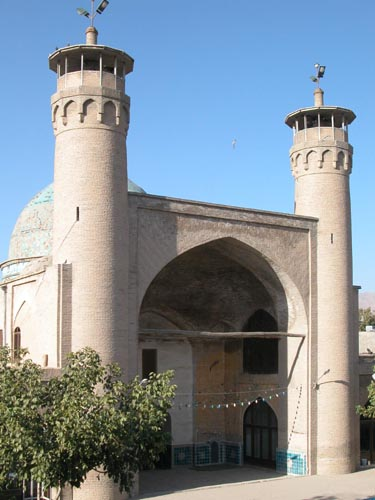
Мечеть джамія